# 法爾茨 (伊利諾伊州)
法爾茨（英語：Fults）是位於美國伊利諾伊州門羅縣的一個村落。

## 地理
法爾茨的座標為38°09′56″N 90°12′52″W / 38.16556°N 90.21444°W，而該地最高點為海拔高度121米（即397英尺）。

## 人口
根據2010年美國人口普查的數據，法爾茨的面積為0.14平方千米，當中陸地面積為0.14平方千米，而水域面積為0.00平方千米。當地共有人口26人，而人口密度為每平方千米185人。